# Carphoides incopriarius
Carphoides incopriarius är en fjärilsart som beskrevs av George Duryea Hulst 1887. Carphoides incopriarius ingår i släktet Carphoides och familjen mätare. Inga underarter finns listade i Catalogue of Life.